# تپه‌ی گور
تپه‌ی گور یا تل خاک‌سپاری (آلمانی: Der Grabhügel) یک افسانه آلمانی گردآوری‌شده توسط برادران گریم است که در ویرایش ششم مجموعهٔ آن‌ها در جایگاه شمارهٔ ۱۹۵ (KHM 195) قرار دارد. این داستان در طبقه‌بندی آرن-تامپسون به شمارهٔ ۷۷۹ («پاداش و تنبیه الهی») تعلق دارد.

## داستان
روزی یک کشاورز ثروتمند در حال نظارهٔ زمین‌ها و باغ‌های حاصل‌خیز خود بود که صدایی از درون به او هشدار داد: «آیا تو تاکنون به فقرا و گرسنگان کمک کرده‌ای؟» ناگهان وجدانش بیدار شد و به یاد آورد که همیشه نیازمندان را از در خانه‌اش رانده و فقط در فکر ثروت‌اندوزی بوده است. از ترس و پشیمانی زانوهایش سست شد.
در همین لحظه، همسایهٔ فقیرش در را می‌زند. مرد فقیر آمده تا با شرمندگی برای سیر کردن فرزندانش، چهار پیمانه گندم طلب کند. اما کشاورز که تازه به گناهش پی برده، به او هشت پیمانه می‌دهد با این شرط که پس از مرگش، مرد فقیر به مدت سه شب از گورش نگهبانی کند. سه روز بعد، کشاورز می‌میرد و بی‌آنکه کسی بر او بگرید، دفن می‌شود.
مرد فقیر به عهد خود وفا می‌کند. او دو شب در گورستان، در کنار قبر نگهبانی می‌دهد. در شب سوم، هنگامی که از ترس در خود جمع شده، یک سرباز کهنه‌کار با زخم‌های جنگی، به گورستان می‌رسد. سرباز می‌گوید: «من از چیزی نمی‌ترسم، بگذار من هم کنار تو بنشینم و نگهبانی بدهم.»
در نیمه‌شب، سوتی تیز و وحشتناک فضا را می‌شکافد. شیطان با چهره‌ای فریبنده و کلاه‌خودی با پر قرمز ظاهر می‌شود تا روح مرد ثروتمند را با خود ببرد. اما سرباز و مرد فقیر راهش را سد می‌کنند. شیطان تهدیدشان می‌کند که اگر کنار نروند، گردنشان را خواهد شکست. ولی سرباز شجاعانه ایستادگی می‌کند.
شیطان برای فریب دادن آن‌ها، وعدهٔ ثروت می‌دهد و می‌گوید: «اگر از اینجا بروید، کیسه‌ای طلا به شما می‌دهم.» سرباز پاسخ می‌دهد: «اگر بتوانی چکمه‌ٔ مرا از طلا پر کنی، ما می‌رویم.» سپس چکمه‌اش را درمی‌آورد و کف آن را سوراخ می‌کند.
شیطان بار اول کیسه‌ای طلا می‌آورد و درون چکمه می‌ریزد؛ اما طلا از سوراخ به زمین می‌ریزد. بار دوم و سوم هم همین‌طور می‌شود. شیطان خشمگین می‌خواهد چکمه را از دست سرباز بگیرد که ناگهان سپیده‌دم طلوع می‌کند. اولین پرتو خورشید به زمین می‌تابد و شیطان با فریادی بلند، نابود می‌شود.
سرباز و مرد فقیر، با پیروزی بازمی‌گردند. آن‌ها گنجی که شیطان به جا گذاشته را میان خود تقسیم می‌کنند، ولی سرباز اعلام می‌کند که سهم او باید به فقرا برسد. سپس با مرد فقیر به کلبه‌اش می‌رود تا باقی عمرش را به نیکی و آرامش سپری کند.

## منشأ
نسخهٔ اصلی این داستان از اثری با عنوان «افسانه‌ای از شیطان احمق» نوشتهٔ فیلیپ هوف‌مایستر گرفته شده که در مجلهٔ «انجمن تاریخ و مردم‌شناسی ایالت هسن» در سال ۱۸۴۷ منتشر شد. برادران گریم، در نگارش نسخهٔ نهایی، توصیف‌های بیشتری به مقدمه افزودند، از جمله گفت‌وگوی درونی کشاورز با وجدان خود.
شیطان در این افسانه با عنوان «مردی با پر قرمز» معرفی شده است. حضور سرباز شجاع که از مرگ نمی‌ترسد، یادآور شخصیت معروف «جوانی که برای آموختن ترس راهی سفر شد» در افسانهٔ شماره ۴ گریم‌ها است.

## مضامین و تحلیل
- پاداش نیکی و وفاداری: مرد فقیر به‌رغم ترس خود، به وعده‌اش عمل می‌کند و نه تنها از خطر جان به در می‌برد بلکه به همراهی یک انسان نیک، پاداش می‌گیرد.
- شیطان در لباس فریب: شیطان در این داستان بیش از آن‌که ترسناک باشد، احمق و طماع است. این روایت تصویری فکاهی از شیطان ارائه می‌دهد که با حیلهٔ خود قربانی می‌شود.
- حضور قهرمان کهنه‌سرباز: سرباز سمبلی از انسان خردمند، فریب‌ناپذیر و وفادار به ارزش‌های انسانی است.

## اقتباس‌ها
در سال ۱۹۸۷، در مجموعه انیمهٔ ژاپنی افسانه‌های گریم (Gurimu Meisaku Gekijō)، داستان «تل خاک‌سپاری» در قسمت ۳۱ بازآفرینی شد.

## نگارخانه

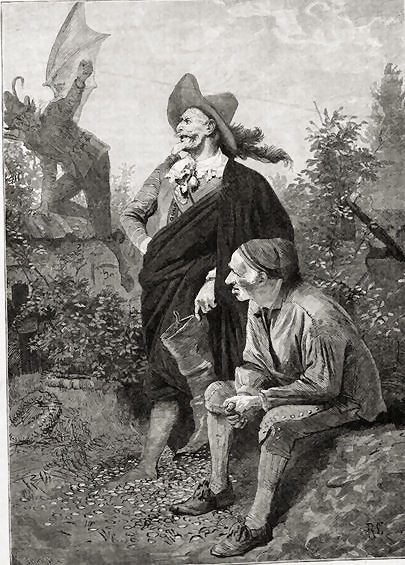
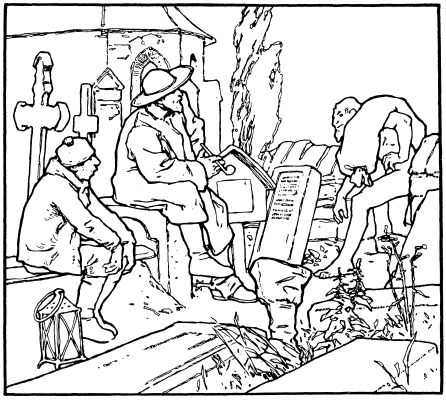